# Incontri della nazionale femminile di pallacanestro dell'Italia 1991-2010
Cronologia degli incontri partite della nazionale femminile di pallacanestro dell'Italia dal 1991 al 2010.

## 1991-2000

### 1991
| Cronologia completa delle presenze e dei punti in Nazionale - Italia | Cronologia completa delle presenze e dei punti in Nazionale - Italia | Cronologia completa delle presenze e dei punti in Nazionale - Italia | Cronologia completa delle presenze e dei punti in Nazionale - Italia | Cronologia completa delle presenze e dei punti in Nazionale - Italia | Cronologia completa delle presenze e dei punti in Nazionale - Italia | Cronologia completa delle presenze e dei punti in Nazionale - Italia | Cronologia completa delle presenze e dei punti in Nazionale - Italia |
| Data                                                                 | Città                                                                | In casa                                                              | Risultato                                                            | Ospiti                                                               | Competizione                                                         | Punti                                                                | Note                                                                 |
| -------------------------------------------------------------------- | -------------------------------------------------------------------- | -------------------------------------------------------------------- | -------------------------------------------------------------------- | -------------------------------------------------------------------- | -------------------------------------------------------------------- | -------------------------------------------------------------------- | -------------------------------------------------------------------- |
| 12-2-1991                                                            | Pistoia                                                              | Pamela Sud Pistoia                                                   | 73 - 74                                                              | Italia                                                               | Amichevole                                                           | -                                                                    |                                                                      |
| 17-5-1991                                                            | Madrid                                                               | Cuba                                                                 | 86 - 73                                                              | Italia                                                               | Torneo amichevole                                                    | -                                                                    |                                                                      |
| 18-5-1991                                                            | Madrid                                                               | Spagna                                                               | 93 - 82                                                              | Italia                                                               | Torneo amichevole                                                    | -                                                                    |                                                                      |
| 19-5-1991                                                            | Madrid                                                               | Canoe N.C.                                                           | 74 - 75                                                              | Italia                                                               | Torneo amichevole                                                    | -                                                                    |                                                                      |
| 21-5-1991                                                            | Segovia                                                              | Spagna                                                               | 62 - 79                                                              | Italia                                                               | Amichevole                                                           | -                                                                    |                                                                      |
| 22-5-1991                                                            | Madrid                                                               | Spagna                                                               | 78 - 65                                                              | Italia                                                               | Amichevole                                                           | -                                                                    |                                                                      |
| 24-5-1991                                                            | Parigi                                                               | Francia                                                              | 80 - 90                                                              | Italia                                                               | Amichevole                                                           | -                                                                    |                                                                      |
| 26-5-1991                                                            | Parigi                                                               | Francia                                                              | 76 - 69                                                              | Italia                                                               | Amichevole                                                           | -                                                                    |                                                                      |
| 28-5-1991                                                            | Praga                                                                | Jugoslavia                                                           | 80 - 75                                                              | Italia                                                               | Torneo amichevole                                                    | -                                                                    |                                                                      |
| 29-5-1991                                                            | Praga                                                                | Polonia                                                              | 47 - 59                                                              | Italia                                                               | Torneo amichevole                                                    | -                                                                    |                                                                      |
| 30-5-1991                                                            | Praga                                                                | Cecoslovacchia                                                       | 61 - 73                                                              | Italia                                                               | Torneo amichevole                                                    | -                                                                    |                                                                      |
| 7-6-1991                                                             | Viterbo                                                              | Italia                                                               | 70 - 73                                                              | Cecoslovacchia                                                       | Amichevole                                                           | -                                                                    |                                                                      |
| 9-6-1991                                                             | Viterbo                                                              | Italia                                                               | 73 - 82                                                              | Cecoslovacchia                                                       | Amichevole                                                           | -                                                                    |                                                                      |
| 12-6-1991                                                            | Tel Aviv                                                             | Italia                                                               | 61 - 83                                                              | Jugoslavia                                                           | EuroBasket 1991 - Turno preliminare Gruppo B                         | -                                                                    |                                                                      |
| 13-6-1991                                                            | Tel Aviv                                                             | Polonia                                                              | 51 - 70                                                              | Italia                                                               | EuroBasket 1991 - Turno preliminare Gruppo B                         | -                                                                    |                                                                      |
| 14-6-1991                                                            | Tel Aviv                                                             | Unione Sovietica                                                     | 72 - 65                                                              | Italia                                                               | EuroBasket 1991 - Turno preliminare Gruppo B                         | -                                                                    |                                                                      |
| 16-6-1991                                                            | Tel Aviv                                                             | Italia                                                               | 57 - 58                                                              | Cecoslovacchia                                                       | EuroBasket 1991 - Semifinali 5º-8º                                   | -                                                                    |                                                                      |
| 17-6-1991                                                            | Tel Aviv                                                             | Italia                                                               | 78 - 65                                                              | Israele                                                              | EuroBasket 1991 - Finale 7º-8º                                       | -                                                                    |                                                                      |
| 7-7-1991                                                             | Salonicco                                                            | Spagna                                                               | 76 - 63                                                              | Italia                                                               | G. Mediterraneo 1991                                                 | -                                                                    |                                                                      |
| 8-7-1991                                                             | Salonicco                                                            | Francia                                                              | 92 - 74                                                              | Italia                                                               | G. Mediterraneo 1991                                                 | -                                                                    |                                                                      |
| 10-7-1991                                                            | Salonicco                                                            | Albania                                                              | 64 - 78                                                              | Italia                                                               | G. Mediterraneo 1991                                                 | -                                                                    |                                                                      |
| 11-7-1991                                                            | Salonicco                                                            | Grecia                                                               | 66 - 61                                                              | Italia                                                               | G. Mediterraneo 1991 - Finale 3º-4º                                  | -                                                                    |                                                                      |
| 27-12-1991                                                           | Parigi                                                               | Francia                                                              | 72 - 61                                                              | Italia                                                               | Amichevole                                                           | -                                                                    |                                                                      |
| 28-12-1991                                                           | Bourges                                                              | Francia                                                              | 91 - 84                                                              | Italia                                                               | Amichevole                                                           | -                                                                    |                                                                      |
| Totale                                                               |                                                                      | Presenze                                                             | 24                                                                   |                                                                      | Punti                                                                |                                                                      |                                                                      |

### 1992
| Cronologia completa delle presenze e dei punti in Nazionale - Italia | Cronologia completa delle presenze e dei punti in Nazionale - Italia | Cronologia completa delle presenze e dei punti in Nazionale - Italia | Cronologia completa delle presenze e dei punti in Nazionale - Italia | Cronologia completa delle presenze e dei punti in Nazionale - Italia | Cronologia completa delle presenze e dei punti in Nazionale - Italia | Cronologia completa delle presenze e dei punti in Nazionale - Italia | Cronologia completa delle presenze e dei punti in Nazionale - Italia |
| Data                                                                 | Città                                                                | In casa                                                              | Risultato                                                            | Ospiti                                                               | Competizione                                                         | Punti                                                                | Note                                                                 |
| -------------------------------------------------------------------- | -------------------------------------------------------------------- | -------------------------------------------------------------------- | -------------------------------------------------------------------- | -------------------------------------------------------------------- | -------------------------------------------------------------------- | -------------------------------------------------------------------- | -------------------------------------------------------------------- |
| 7-5-1992                                                             | Praga                                                                | Cecoslovacchia                                                       | 82 - 79                                                              | Italia                                                               | Torneo amichevole                                                    | -                                                                    |                                                                      |
| 8-5-1992                                                             | Praga                                                                | Jugoslavia                                                           | 76 - 70                                                              | Italia                                                               | Torneo amichevole                                                    | -                                                                    |                                                                      |
| 9-5-1992                                                             | Praga                                                                | Ungheria                                                             | 65 - 70                                                              | Italia                                                               | Torneo amichevole                                                    | -                                                                    |                                                                      |
| 13-5-1992                                                            | Chartres                                                             | Grecia                                                               | 59 - 95                                                              | Italia                                                               | Qual. Euro 1993 - Challenge Round                                    | -                                                                    |                                                                      |
| 14-5-1992                                                            | Chartres                                                             | Paesi Bassi                                                          | 26 - 60                                                              | Italia                                                               | Qual. Euro 1993 - Challenge Round                                    | -                                                                    |                                                                      |
| 15-5-1992                                                            | Chartres                                                             | Polonia                                                              | 42 - 74                                                              | Italia                                                               | Qual. Euro 1993 - Challenge Round                                    | -                                                                    |                                                                      |
| 16-5-1992                                                            | Chartres                                                             | Romania                                                              | 54 - 88                                                              | Italia                                                               | Qual. Euro 1993 - Challenge Round                                    | -                                                                    |                                                                      |
| 17-5-1992                                                            | Chartres                                                             | Francia                                                              | 59 - 70                                                              | Italia                                                               | Qual. Euro 1993 - Challenge Round                                    | -                                                                    |                                                                      |
| 24-5-1992                                                            | Perugia                                                              | Italia                                                               | 75 - 72                                                              | Australia                                                            | Amichevole                                                           | -                                                                    |                                                                      |
| 28-5-1992                                                            | Vigo                                                                 | Corea del Sud                                                        | 81 - 83                                                              | Italia                                                               | Qual. Olimpiadi 1992 - Prima fase                                    | -                                                                    |                                                                      |
| 31-5-1992                                                            | Vigo                                                                 | Messico                                                              | 48 - 68                                                              | Italia                                                               | Qual. Olimpiadi 1992 - Prima fase                                    | -                                                                    |                                                                      |
| 1-6-1992                                                             | Vigo                                                                 | Comunità degli Stati Indipendenti                                    | 88 - 55                                                              | Italia                                                               | Qual. Olimpiadi 1992 - Prima fase                                    | -                                                                    |                                                                      |
| 3-6-1992                                                             | Vigo                                                                 | Canada                                                               | 53 - 67                                                              | Italia                                                               | Qual. Olimpiadi 1992 - Prima fase                                    | -                                                                    |                                                                      |
| 4-6-1992                                                             | Vigo                                                                 | Bulgaria                                                             | 74 - 81                                                              | Italia                                                               | Qual. Olimpiadi 1992 - Prima fase                                    | -                                                                    |                                                                      |
| 5-6-1992                                                             | Vigo                                                                 | Giappone                                                             | 86 - 80                                                              | Italia                                                               | Qual. Olimpiadi 1992 - Prima fase                                    | -                                                                    |                                                                      |
| 6-6-1992                                                             | Vigo                                                                 | Brasile                                                              | 94 - 76                                                              | Italia                                                               | Qual. Olimpiadi 1992 - Semifinali 5º-8º                              | -                                                                    |                                                                      |
| 7-6-1992                                                             | Vigo                                                                 | Canada                                                               | 44 - 66                                                              | Italia                                                               | Qual. Olimpiadi 1992 - Finale 5º-6º                                  | -                                                                    |                                                                      |
| 30-7-1992                                                            | Badalona                                                             | Brasile                                                              | 85 - 70                                                              | Italia                                                               | Olimpiadi 1992 - Fase preliminare Gruppo A                           | -                                                                    |                                                                      |
| 1-8-1992                                                             | Badalona                                                             | Comunità degli Stati Indipendenti                                    | 79 - 67                                                              | Italia                                                               | Olimpiadi 1992 - Fase preliminare Gruppo A                           | -                                                                    |                                                                      |
| 3-8-1992                                                             | Badalona                                                             | Italia                                                               | 53 - 60                                                              | Cuba                                                                 | Olimpiadi 1992 - Fase preliminare Gruppo A                           | -                                                                    |                                                                      |
| 5-8-1992                                                             | Badalona                                                             | Spagna                                                               | 92 - 80 dts                                                          | Italia                                                               | Olimpiadi 1992 - Semifinali 5º-8º                                    | -                                                                    |                                                                      |
| 7-8-1992                                                             | Badalona                                                             | Brasile                                                              | 86 - 83 dts                                                          | Italia                                                               | Olimpiadi 1992 - Finale 7º-8º                                        | -                                                                    |                                                                      |
| Totale                                                               |                                                                      | Presenze                                                             | 22                                                                   |                                                                      | Punti                                                                |                                                                      |                                                                      |

### 1993
| Cronologia completa delle presenze e dei punti in Nazionale - Italia | Cronologia completa delle presenze e dei punti in Nazionale - Italia | Cronologia completa delle presenze e dei punti in Nazionale - Italia | Cronologia completa delle presenze e dei punti in Nazionale - Italia | Cronologia completa delle presenze e dei punti in Nazionale - Italia | Cronologia completa delle presenze e dei punti in Nazionale - Italia | Cronologia completa delle presenze e dei punti in Nazionale - Italia | Cronologia completa delle presenze e dei punti in Nazionale - Italia |
| Data                                                                 | Città                                                                | In casa                                                              | Risultato                                                            | Ospiti                                                               | Competizione                                                         | Punti                                                                | Note                                                                 |
| -------------------------------------------------------------------- | -------------------------------------------------------------------- | -------------------------------------------------------------------- | -------------------------------------------------------------------- | -------------------------------------------------------------------- | -------------------------------------------------------------------- | -------------------------------------------------------------------- | -------------------------------------------------------------------- |
| 21-5-1993                                                            | Montpellier                                                          | Francia                                                              | 61 - 69                                                              | Italia                                                               | Amichevole                                                           | -                                                                    | [ 2 ]                                                                |
| 22-5-1993                                                            | Montpellier                                                          | Francia                                                              | 86 - 82                                                              | Italia                                                               | Amichevole                                                           | -                                                                    | [ 2 ]                                                                |
| 28-5-1993                                                            | Como                                                                 | Italia                                                               | 63 - 79                                                              | Canada                                                               | Torneo amichevole                                                    | -                                                                    |                                                                      |
| 29-5-1993                                                            | Como                                                                 | Italia                                                               | 86 - 71                                                              | Ungheria                                                             | Torneo amichevole                                                    | -                                                                    |                                                                      |
| 30-5-1993                                                            | Como                                                                 | Italia                                                               | 71 - 80                                                              | Cuba                                                                 | Torneo amichevole                                                    | -                                                                    |                                                                      |
| 4-6-1993                                                             | Perugia                                                              | Italia                                                               | 75 - 80                                                              | Giappone                                                             | Amichevole                                                           | -                                                                    |                                                                      |
| 5-6-1993                                                             | Perugia                                                              | Italia                                                               | 72 - 46                                                              | Francia                                                              | Amichevole                                                           | -                                                                    |                                                                      |
| 8-6-1993                                                             | Perugia                                                              | Bulgaria                                                             | 69 - 79                                                              | Italia                                                               | EuroBasket 1993 - Turno preliminare Gruppo A                         | -                                                                    |                                                                      |
| 9-6-1993                                                             | Perugia                                                              | Italia                                                               | 67 - 64                                                              | Polonia                                                              | EuroBasket 1993 - Turno preliminare Gruppo A                         | -                                                                    |                                                                      |
| 10-6-1993                                                            | Perugia                                                              | Italia                                                               | 66 - 56                                                              | Spagna                                                               | EuroBasket 1993 - Turno preliminare Gruppo A                         | -                                                                    |                                                                      |
| 12-6-1993                                                            | Perugia                                                              | Italia                                                               | 54 - 56                                                              | Francia                                                              | EuroBasket 1993 - Semifinali                                         | -                                                                    |                                                                      |
| 13-6-1993                                                            | Perugia                                                              | Italia                                                               | 67 - 68                                                              | Slovacchia                                                           | EuroBasket 1993 - Finale 3º-4º                                       | -                                                                    |                                                                      |
| 22-6-1993                                                            | Lattes                                                               | Grecia                                                               | 54 - 82                                                              | Italia                                                               | G. Mediterraneo 1993                                                 | -                                                                    |                                                                      |
| 23-6-1993                                                            | Lattes                                                               | Slovenia                                                             | 64 - 68                                                              | Italia                                                               | G. Mediterraneo 1993                                                 | -                                                                    |                                                                      |
| 24-6-1993                                                            | Lattes                                                               | Turchia                                                              | 60 - 71                                                              | Italia                                                               | G. Mediterraneo 1993                                                 | -                                                                    |                                                                      |
| 26-6-1993                                                            | Lattes                                                               | Spagna                                                               | 49 - 59                                                              | Italia                                                               | G. Mediterraneo 1993                                                 | -                                                                    |                                                                      |
| 27-6-1993                                                            | Lattes                                                               | Bosnia ed Erzegovina                                                 | 57 - 56                                                              | Italia                                                               | G. Mediterraneo 1993 - Finale                                        | -                                                                    | 2º Posto                                                             |
| 11-11-1993                                                           | Lucélia                                                              | Inconferacao Tupã                                                    | 62 - 68                                                              | Italia                                                               | Amichevole                                                           | -                                                                    |                                                                      |
| 12-11-1993                                                           | Tupã                                                                 | Inconferacao Tupã                                                    | 60 - 86                                                              | Italia                                                               | Amichevole                                                           | -                                                                    |                                                                      |
| 16-11-1993                                                           | Taquaial                                                             | Mossa Ponte Preta                                                    | 99 - 66                                                              | Italia                                                               | Amichevole                                                           | -                                                                    |                                                                      |
| 17-11-1993                                                           | Santo André                                                          | Lacta/Santo André                                                    | 73 - 65                                                              | Italia                                                               | Amichevole                                                           | -                                                                    |                                                                      |
| Totale                                                               |                                                                      | Presenze                                                             | 21                                                                   |                                                                      | Punti                                                                |                                                                      |                                                                      |

### 1994
| Cronologia completa delle presenze e dei punti in Nazionale - Italia | Cronologia completa delle presenze e dei punti in Nazionale - Italia | Cronologia completa delle presenze e dei punti in Nazionale - Italia | Cronologia completa delle presenze e dei punti in Nazionale - Italia | Cronologia completa delle presenze e dei punti in Nazionale - Italia | Cronologia completa delle presenze e dei punti in Nazionale - Italia | Cronologia completa delle presenze e dei punti in Nazionale - Italia | Cronologia completa delle presenze e dei punti in Nazionale - Italia |
| Data                                                                 | Città                                                                | In casa                                                              | Risultato                                                            | Ospiti                                                               | Competizione                                                         | Punti                                                                | Note                                                                 |
| -------------------------------------------------------------------- | -------------------------------------------------------------------- | -------------------------------------------------------------------- | -------------------------------------------------------------------- | -------------------------------------------------------------------- | -------------------------------------------------------------------- | -------------------------------------------------------------------- | -------------------------------------------------------------------- |
| 6-5-1994                                                             | Myjava                                                               | Russia                                                               | 85 - 89                                                              | Italia                                                               | Torneo amichevole                                                    | -                                                                    |                                                                      |
| 7-5-1994                                                             | Myjava                                                               | Canada                                                               | 62 - 55                                                              | Italia                                                               | Torneo amichevole                                                    | -                                                                    |                                                                      |
| 8-5-1994                                                             | Myjava                                                               | Rep. Ceca                                                            | 57 - 59                                                              | Italia                                                               | Torneo amichevole                                                    | -                                                                    |                                                                      |
| 9-5-1994                                                             | Myjava                                                               | Slovacchia                                                           | 77 - 62                                                              | Italia                                                               | Torneo amichevole                                                    | -                                                                    |                                                                      |
| 18-5-1994                                                            | Vilnius                                                              | Croazia                                                              | 58 - 50                                                              | Italia                                                               | Qual. Euro 1995 - Challenge Round                                    | -                                                                    |                                                                      |
| 19-5-1994                                                            | Vilnius                                                              | Lettonia                                                             | 44 - 63                                                              | Italia                                                               | Qual. Euro 1995 - Challenge Round                                    | -                                                                    |                                                                      |
| 20-5-1994                                                            | Vilnius                                                              | Ungheria                                                             | 40 - 61                                                              | Italia                                                               | Qual. Euro 1995 - Challenge Round                                    | -                                                                    |                                                                      |
| 21-5-1994                                                            | Vilnius                                                              | Lituania                                                             | 59 - 66                                                              | Italia                                                               | Qual. Euro 1995 - Challenge Round                                    | -                                                                    |                                                                      |
| 22-5-1994                                                            | Vilnius                                                              | Finlandia                                                            | 50 - 65                                                              | Italia                                                               | Qual. Euro 1995 - Challenge Round                                    | -                                                                    |                                                                      |
| 2-6-1994                                                             | Adelaide                                                             | Cina                                                                 | 60 - 65                                                              | Italia                                                               | Mondiali 1994 - Turno preliminare Gruppo D                           | -                                                                    |                                                                      |
| 3-6-1994                                                             | Adelaide                                                             | Italia                                                               | 77 - 65                                                              | Giappone                                                             | Mondiali 1994 - Turno preliminare Gruppo D                           | -                                                                    |                                                                      |
| 4-6-1994                                                             | Adelaide                                                             | Italia                                                               | 51 - 73                                                              | Australia                                                            | Mondiali 1994 - Turno preliminare Gruppo D                           | -                                                                    |                                                                      |
| 7-6-1994                                                             | Sydney                                                               | Italia                                                               | 84 - 49                                                              | Nuova Zelanda                                                        | Mondiali 1994 - Turno di Classificazione 9º-16º                      | -                                                                    |                                                                      |
| 8-6-1994                                                             | Sydney                                                               | Taiwan                                                               | 74 - 104                                                             | Italia                                                               | Mondiali 1994 - Turno di Classificazione 9º-16º                      | -                                                                    |                                                                      |
| 9-6-1994                                                             | Sydney                                                               | Francia                                                              | 71 - 70                                                              | Italia                                                               | Mondiali 1994 - Turno di Classificazione 9º-16º                      | -                                                                    |                                                                      |
| 11-6-1994                                                            | Sydney                                                               | Corea del Sud                                                        | 89 - 78                                                              | Italia                                                               | Mondiali 1994 - Semifinali 9º-12º                                    | -                                                                    |                                                                      |
| 12-6-1994                                                            | Sydney                                                               | Italia                                                               | 90 - 75                                                              | Giappone                                                             | Mondiali 1994 - Finale 11º-12º                                       | -                                                                    |                                                                      |
| 12-11-1994                                                           | Olean                                                                | St. Bonaventure Univ.                                                | 74 - 108                                                             | Italia                                                               | Amichevole                                                           | -                                                                    |                                                                      |
| 14-11-1994                                                           | Coraopolis                                                           | Robert Morris Coll.                                                  | 39 - 82                                                              | Italia                                                               | Amichevole                                                           | -                                                                    |                                                                      |
| 15-11-1994                                                           | Morgantown                                                           | West Virginia Univ.                                                  | 59 - 101                                                             | Italia                                                               | Amichevole                                                           | -                                                                    |                                                                      |
| 16-11-1994                                                           | Coraopolis                                                           | Duquesne University                                                  | 46 - 71                                                              | Italia                                                               | Amichevole                                                           | -                                                                    |                                                                      |
| 18-11-1994                                                           | Amherst                                                              | Univ. of Massachusetts                                               | 53 - 86                                                              | Italia                                                               | Amichevole                                                           | -                                                                    |                                                                      |
| 19-11-1994                                                           | Kingston                                                             | Rhode Island Univ.                                                   | 51 - 100                                                             | Italia                                                               | Amichevole                                                           | -                                                                    |                                                                      |
| 20-11-1994                                                           | Filadelfia                                                           | St. Joseph's Univ.                                                   | 48 - 68                                                              | Italia                                                               | Amichevole                                                           | -                                                                    |                                                                      |
| Totale                                                               |                                                                      | Presenze                                                             | 24                                                                   |                                                                      | Punti                                                                |                                                                      |                                                                      |

### 1995
| Cronologia completa delle presenze e dei punti in Nazionale - Italia | Cronologia completa delle presenze e dei punti in Nazionale - Italia | Cronologia completa delle presenze e dei punti in Nazionale - Italia | Cronologia completa delle presenze e dei punti in Nazionale - Italia | Cronologia completa delle presenze e dei punti in Nazionale - Italia | Cronologia completa delle presenze e dei punti in Nazionale - Italia | Cronologia completa delle presenze e dei punti in Nazionale - Italia | Cronologia completa delle presenze e dei punti in Nazionale - Italia |
| Data                                                                 | Città                                                                | In casa                                                              | Risultato                                                            | Ospiti                                                               | Competizione                                                         | Punti                                                                | Note                                                                 |
| -------------------------------------------------------------------- | -------------------------------------------------------------------- | -------------------------------------------------------------------- | -------------------------------------------------------------------- | -------------------------------------------------------------------- | -------------------------------------------------------------------- | -------------------------------------------------------------------- | -------------------------------------------------------------------- |
| 19-5-1995                                                            | Messina                                                              | Italia                                                               | 70 - 78                                                              | Giappone                                                             | Torneo amichevole                                                    | -                                                                    |                                                                      |
| 20-5-1995                                                            | Messina                                                              | Italia                                                               | 67 - 76                                                              | Croazia                                                              | Torneo amichevole                                                    | -                                                                    |                                                                      |
| 21-5-1995                                                            | Messina                                                              | Italia                                                               | 79 - 70                                                              | Russia                                                               | Torneo amichevole                                                    | -                                                                    |                                                                      |
| 2-6-1995                                                             | Camaiore                                                             | Italia                                                               | 86 - 76                                                              | Croazia                                                              | Torneo amichevole                                                    | -                                                                    |                                                                      |
| 4-6-1995                                                             | Camaiore                                                             | Italia                                                               | 53 - 86                                                              | Stati Uniti                                                          | Torneo amichevole                                                    | -                                                                    |                                                                      |
| 8-6-1995                                                             | Brno                                                                 | Italia                                                               | 60 - 55                                                              | Lituania                                                             | EuroBasket 1995 - Turno preliminare Gruppo A                         | -                                                                    |                                                                      |
| 9-6-1995                                                             | Brno                                                                 | Jugoslavia                                                           | 46 - 63                                                              | Italia                                                               | EuroBasket 1995 - Turno preliminare Gruppo A                         | -                                                                    |                                                                      |
| 11-6-1995                                                            | Brno                                                                 | Italia                                                               | 59 - 57                                                              | Russia                                                               | EuroBasket 1995 - Turno preliminare Gruppo A                         | -                                                                    |                                                                      |
| 12-6-1995                                                            | Brno                                                                 | Francia                                                              | 61 - 64                                                              | Italia                                                               | EuroBasket 1995 - Turno preliminare Gruppo A                         | -                                                                    |                                                                      |
| 13-6-1995                                                            | Brno                                                                 | Italia                                                               | 65 - 56                                                              | Germania                                                             | EuroBasket 1995 - Turno preliminare Gruppo A                         | -                                                                    |                                                                      |
| 14-6-1995                                                            | Brno                                                                 | Rep. Ceca                                                            | 54 - 63                                                              | Italia                                                               | EuroBasket 1995 - Turno preliminare Gruppo A                         | -                                                                    |                                                                      |
| 16-6-1995                                                            | Brno                                                                 | Moldavia                                                             | 43 - 74                                                              | Italia                                                               | EuroBasket 1995 - Quarti di finale                                   | -                                                                    |                                                                      |
| 17-6-1995                                                            | Brno                                                                 | Italia                                                               | 65 - 46                                                              | Slovacchia                                                           | EuroBasket 1995 - Semifinali                                         | -                                                                    |                                                                      |
| 18-6-1995                                                            | Brno                                                                 | Italia                                                               | 66 - 77                                                              | Ucraina                                                              | EuroBasket 1995 - Finale                                             | -                                                                    | 2º posto                                                             |
| 16-11-1995                                                           | Roma                                                                 | Italia                                                               | 75 - 83                                                              | All Stars                                                            | Amichevole                                                           | -                                                                    |                                                                      |
| Totale                                                               |                                                                      | Presenze                                                             | 15                                                                   |                                                                      | Punti                                                                |                                                                      |                                                                      |

### 1996
| Cronologia completa delle presenze e dei punti in Nazionale - Italia | Cronologia completa delle presenze e dei punti in Nazionale - Italia | Cronologia completa delle presenze e dei punti in Nazionale - Italia | Cronologia completa delle presenze e dei punti in Nazionale - Italia | Cronologia completa delle presenze e dei punti in Nazionale - Italia | Cronologia completa delle presenze e dei punti in Nazionale - Italia | Cronologia completa delle presenze e dei punti in Nazionale - Italia | Cronologia completa delle presenze e dei punti in Nazionale - Italia |
| Data                                                                 | Città                                                                | In casa                                                              | Risultato                                                            | Ospiti                                                               | Competizione                                                         | Punti                                                                | Note                                                                 |
| -------------------------------------------------------------------- | -------------------------------------------------------------------- | -------------------------------------------------------------------- | -------------------------------------------------------------------- | -------------------------------------------------------------------- | -------------------------------------------------------------------- | -------------------------------------------------------------------- | -------------------------------------------------------------------- |
| 17-5-1996                                                            | Porto Sant'Elpidio                                                   | Italia                                                               | 66 - 80                                                              | Bosnia ed Erzegovina                                                 | Torneo amichevole                                                    | -                                                                    |                                                                      |
| 18-5-1996                                                            | Porto San Giorgio                                                    | Italia                                                               | 59 - 61                                                              | Canada                                                               | Torneo amichevole                                                    | -                                                                    |                                                                      |
| 19-5-1996                                                            | Porto Sant'Elpidio                                                   | Italia                                                               | 68 - 80                                                              | Brasile                                                              | Torneo amichevole                                                    | -                                                                    |                                                                      |
| 7-6-1996                                                             | Messina                                                              | Italia                                                               | 83 - 54                                                              | Ungheria                                                             | Torneo amichevole                                                    | -                                                                    |                                                                      |
| 8-6-1996                                                             | Messina                                                              | Italia                                                               | 65 - 74                                                              | Rep. Ceca                                                            | Torneo amichevole                                                    | -                                                                    |                                                                      |
| 9-6-1996                                                             | Messina                                                              | Italia                                                               | 73 - 72                                                              | Cuba                                                                 | Torneo amichevole                                                    | -                                                                    |                                                                      |
| 21-6-1996                                                            | Quartu Sant'Elena                                                    | Italia                                                               | 98 - 56                                                              | Francia                                                              | Torneo amichevole                                                    | -                                                                    |                                                                      |
| 22-6-1996                                                            | Quartu Sant'Elena                                                    | Italia                                                               | 71 - 66                                                              | Cuba                                                                 | Torneo amichevole                                                    | -                                                                    |                                                                      |
| 23-6-1996                                                            | Quartu Sant'Elena                                                    | Italia                                                               | 70 - 67                                                              | Ucraina                                                              | Torneo amichevole                                                    | -                                                                    |                                                                      |
| 13-7-1996                                                            | Indianapolis                                                         | Stati Uniti                                                          | 86 - 46                                                              | Italia                                                               | Amichevole                                                           | -                                                                    |                                                                      |
| 15-7-1996                                                            | Chattanooga                                                          | Corea del Sud                                                        | 80 - 60                                                              | Italia                                                               | Amichevole                                                           | -                                                                    |                                                                      |
| 16-7-1996                                                            | Chattanooga                                                          | Australia                                                            | 70 - 58                                                              | Italia                                                               | Amichevole                                                           | -                                                                    |                                                                      |
| 21-7-1996                                                            | Atlanta                                                              | Italia                                                               | 62 - 53                                                              | Cina                                                                 | Olimpiadi 1996 - Turno preliminare Gruppo A                          | -                                                                    |                                                                      |
| 23-7-1996                                                            | Atlanta                                                              | Canada                                                               | 54 - 59                                                              | Italia                                                               | Olimpiadi 1996 - Turno preliminare Gruppo A                          | -                                                                    |                                                                      |
| 25-7-1996                                                            | Atlanta                                                              | Italia                                                               | 70 - 75                                                              | Russia                                                               | Olimpiadi 1996 - Turno preliminare Gruppo A                          | -                                                                    |                                                                      |
| 27-7-1996                                                            | Atlanta                                                              | Giappone                                                             | 52 - 66                                                              | Italia                                                               | Olimpiadi 1996 - Turno preliminare Gruppo A                          | -                                                                    |                                                                      |
| 29-7-1996                                                            | Atlanta                                                              | Italia                                                               | 73 - 75                                                              | Brasile                                                              | Olimpiadi 1996 - Turno preliminare Gruppo A                          | -                                                                    |                                                                      |
| 31-7-1996                                                            | Atlanta                                                              | Italia                                                               | 50 - 59                                                              | Ucraina                                                              | Olimpiadi 1996 - Quarti di finale                                    | -                                                                    |                                                                      |
| 1-8-1996                                                             | Atlanta                                                              | Cuba                                                                 | 78 - 70                                                              | Italia                                                               | Olimpiadi 1996 - Classificazione 5º-8º                               | -                                                                    |                                                                      |
| 3-8-1996                                                             | Atlanta                                                              | Italia                                                               | 69 - 81                                                              | Giappone                                                             | Olimpiadi 1996 - Finale 7º-8º                                        | -                                                                    |                                                                      |
| 30-11-1996                                                           | Roma                                                                 | Italia                                                               | 62 - 87                                                              | All Stars                                                            | Amichevole                                                           | -                                                                    |                                                                      |
| Totale                                                               |                                                                      | Presenze                                                             | 21                                                                   |                                                                      | Punti                                                                |                                                                      |                                                                      |

### 1997
| Cronologia completa delle presenze e dei punti in Nazionale - Italia | Cronologia completa delle presenze e dei punti in Nazionale - Italia | Cronologia completa delle presenze e dei punti in Nazionale - Italia | Cronologia completa delle presenze e dei punti in Nazionale - Italia | Cronologia completa delle presenze e dei punti in Nazionale - Italia | Cronologia completa delle presenze e dei punti in Nazionale - Italia | Cronologia completa delle presenze e dei punti in Nazionale - Italia | Cronologia completa delle presenze e dei punti in Nazionale - Italia |
| Data                                                                 | Città                                                                | In casa                                                              | Risultato                                                            | Ospiti                                                               | Competizione                                                         | Punti                                                                | Note                                                                 |
| -------------------------------------------------------------------- | -------------------------------------------------------------------- | -------------------------------------------------------------------- | -------------------------------------------------------------------- | -------------------------------------------------------------------- | -------------------------------------------------------------------- | -------------------------------------------------------------------- | -------------------------------------------------------------------- |
| 9-5-1997                                                             | Szekszárd                                                            | Finlandia                                                            | 62 - 68                                                              | Italia                                                               | Torneo amichevole                                                    | -                                                                    |                                                                      |
| 10-5-1997                                                            | Szekszárd                                                            | Rep. Ceca                                                            | 77 - 53                                                              | Italia                                                               | Torneo amichevole                                                    | -                                                                    |                                                                      |
| 11-5-1997                                                            | Budapest                                                             | Ungheria                                                             | 81 - 74                                                              | Italia                                                               | Torneo amichevole                                                    | -                                                                    |                                                                      |
| 16-5-1997                                                            | Cosenza                                                              | Italia                                                               | 45 - 46                                                              | Francia                                                              | Torneo amichevole                                                    | -                                                                    |                                                                      |
| 17-5-1997                                                            | Cosenza                                                              | Italia                                                               | 69 - 62                                                              | Canada                                                               | Torneo amichevole                                                    | -                                                                    |                                                                      |
| 18-5-1997                                                            | Cosenza                                                              | Italia                                                               | 72 - 75                                                              | Spagna                                                               | Torneo amichevole                                                    | -                                                                    |                                                                      |
| 30-5-1997                                                            | Brema                                                                | Germania                                                             | 65 - 50                                                              | Italia                                                               | Torneo amichevole                                                    | -                                                                    |                                                                      |
| 31-5-1997                                                            | Brema                                                                | Lituania                                                             | 64 - 65                                                              | Italia                                                               | Torneo amichevole                                                    | -                                                                    |                                                                      |
| 1-6-1997                                                             | Brema                                                                | Stati Uniti                                                          | 65 - 62                                                              | Italia                                                               | Torneo amichevole                                                    | -                                                                    |                                                                      |
| 6-6-1997                                                             | Pécs                                                                 | Ungheria                                                             | 69 - 70                                                              | Italia                                                               | EuroBasket 1997 - Turno preliminare Gruppo B                         | -                                                                    |                                                                      |
| 7-6-1997                                                             | Pécs                                                                 | Italia                                                               | 55 - 81                                                              | Slovacchia                                                           | EuroBasket 1997 - Turno preliminare Gruppo B                         | -                                                                    |                                                                      |
| 8-6-1997                                                             | Pécs                                                                 | Russia                                                               | 66 - 52                                                              | Italia                                                               | EuroBasket 1997 - Turno preliminare Gruppo B                         | -                                                                    |                                                                      |
| 10-6-1997                                                            | Pécs                                                                 | Italia                                                               | 79 - 97                                                              | Bosnia ed Erzegovina                                                 | EuroBasket 1997 - Turno preliminare Gruppo B                         | -                                                                    |                                                                      |
| 11-6-1997                                                            | Pécs                                                                 | Moldavia                                                             | 72 - 68                                                              | Italia                                                               | EuroBasket 1997 - Turno preliminare Gruppo B                         | -                                                                    |                                                                      |
| 13-6-1997                                                            | Budapest                                                             | Ucraina                                                              | 75 - 73                                                              | Italia                                                               | EuroBasket 1997 - Semifinali 9º-12º                                  | -                                                                    |                                                                      |
| 14-6-1997                                                            | Budapest                                                             | Italia                                                               | 71 - 64                                                              | Bosnia ed Erzegovina                                                 | EuroBasket 1997 - Finale 11º-12º                                     | -                                                                    |                                                                      |
| 20-6-1997                                                            | Ruvo di Puglia                                                       | Italia                                                               | 77 - 74 dts                                                          | Bosnia ed Erzegovina                                                 | G. Mediterraneo 1997 - Primo turno - Gruppo A                        | -                                                                    | [ 5 ]                                                                |
| 21-6-1997                                                            | Ruvo di Puglia                                                       | Italia                                                               | 59 - 71                                                              | Turchia                                                              | G. Mediterraneo 1997 - Primo turno - Gruppo A                        | -                                                                    |                                                                      |
| 22-6-1997                                                            | Ruvo di Puglia                                                       | Croazia                                                              | 90 - 71                                                              | Italia                                                               | G. Mediterraneo 1997 - Primo turno - Gruppo A                        | -                                                                    |                                                                      |
| 24-6-1997                                                            | Ruvo di Puglia                                                       | Spagna                                                               | 89 - 77                                                              | Italia                                                               | G. Mediterraneo 1997 - Finale 5º-6º                                  | -                                                                    | [ 6 ]                                                                |
| 29-11-1997                                                           | Codroipo                                                             | Italia                                                               | 74 - 78                                                              | Zagabria Osiguranje                                                  | Amichevole                                                           | -                                                                    |                                                                      |
| Totale                                                               |                                                                      | Presenze                                                             | 21                                                                   |                                                                      | Punti                                                                |                                                                      |                                                                      |

### 1998
| Cronologia completa delle presenze e dei punti in Nazionale - Italia | Cronologia completa delle presenze e dei punti in Nazionale - Italia | Cronologia completa delle presenze e dei punti in Nazionale - Italia | Cronologia completa delle presenze e dei punti in Nazionale - Italia | Cronologia completa delle presenze e dei punti in Nazionale - Italia | Cronologia completa delle presenze e dei punti in Nazionale - Italia | Cronologia completa delle presenze e dei punti in Nazionale - Italia | Cronologia completa delle presenze e dei punti in Nazionale - Italia |
| Data                                                                 | Città                                                                | In casa                                                              | Risultato                                                            | Ospiti                                                               | Competizione                                                         | Punti                                                                | Note                                                                 |
| -------------------------------------------------------------------- | -------------------------------------------------------------------- | -------------------------------------------------------------------- | -------------------------------------------------------------------- | -------------------------------------------------------------------- | -------------------------------------------------------------------- | -------------------------------------------------------------------- | -------------------------------------------------------------------- |
| 16-4-1998                                                            | Chieti                                                               | CUS Chieti                                                           | 62 - 105                                                             | Italia                                                               | Amichevole                                                           | -                                                                    | [ 7 ]                                                                |
| 17-4-1998                                                            | Chieti                                                               | Italia                                                               | 46 - 36                                                              | Cuba                                                                 | Amichevole                                                           | -                                                                    | [ 7 ]                                                                |
| 18-4-1998                                                            | Chieti                                                               | CUS Chieti                                                           | 33 - 43                                                              | Italia                                                               | Amichevole                                                           | -                                                                    | [ 7 ]                                                                |
| 28-4-1998                                                            | Loano                                                                | Italia                                                               | 71 - 72                                                              | Bosnia ed Erzegovina                                                 | Amichevole                                                           | -                                                                    |                                                                      |
| 30-4-1998                                                            | Tolosa                                                               | Nuova Zelanda                                                        | 57 - 71                                                              | Italia                                                               | Torneo amichevole                                                    | -                                                                    |                                                                      |
| 1-5-1998                                                             | Tolosa                                                               | Rep. Ceca                                                            | 58 - 66                                                              | Italia                                                               | Torneo amichevole                                                    | -                                                                    |                                                                      |
| 2-5-1998                                                             | Tolosa                                                               | Senegal                                                              | 41 - 65                                                              | Italia                                                               | Torneo amichevole                                                    | -                                                                    |                                                                      |
| 3-5-1998                                                             | Tolosa                                                               | Francia                                                              | 70 - 51                                                              | Italia                                                               | Torneo amichevole                                                    | -                                                                    |                                                                      |
| 13-5-1998                                                            | Daruvar                                                              | Grecia                                                               | 48 - 69                                                              | Italia                                                               | Qual. Euro 1999 - Challenge Round                                    | -                                                                    |                                                                      |
| 14-5-1998                                                            | Daruvar                                                              | Spagna                                                               | 54 - 61                                                              | Italia                                                               | Qual. Euro 1999 - Challenge Round                                    | -                                                                    |                                                                      |
| 15-5-1998                                                            | Daruvar                                                              | Moldavia                                                             | 60 - 75                                                              | Italia                                                               | Qual. Euro 1999 - Challenge Round                                    | -                                                                    |                                                                      |
| 16-5-1998                                                            | Daruvar                                                              | Croazia                                                              | 70 - 65                                                              | Italia                                                               | Qual. Euro 1999 - Challenge Round                                    | -                                                                    |                                                                      |
| 17-5-1998                                                            | Daruvar                                                              | Lettonia                                                             | 58 - 50                                                              | Italia                                                               | Qual. Euro 1999 - Challenge Round                                    | -                                                                    |                                                                      |
| 27-11-1998                                                           | Parma                                                                | Italia                                                               | 77 - 64                                                              | All Stars                                                            | Amichevole                                                           | -                                                                    |                                                                      |
| 28-11-1998                                                           | Como                                                                 | Pool Comense                                                         | 71 - 61                                                              | Italia                                                               | Amichevole                                                           | -                                                                    |                                                                      |
| Totale                                                               |                                                                      | Presenze                                                             | 15                                                                   |                                                                      | Punti                                                                |                                                                      |                                                                      |

### 1999
| Cronologia completa delle presenze e dei punti in Nazionale - Italia | Cronologia completa delle presenze e dei punti in Nazionale - Italia | Cronologia completa delle presenze e dei punti in Nazionale - Italia | Cronologia completa delle presenze e dei punti in Nazionale - Italia | Cronologia completa delle presenze e dei punti in Nazionale - Italia | Cronologia completa delle presenze e dei punti in Nazionale - Italia | Cronologia completa delle presenze e dei punti in Nazionale - Italia | Cronologia completa delle presenze e dei punti in Nazionale - Italia |
| Data                                                                 | Città                                                                | In casa                                                              | Risultato                                                            | Ospiti                                                               | Competizione                                                         | Punti                                                                | Note                                                                 |
| -------------------------------------------------------------------- | -------------------------------------------------------------------- | -------------------------------------------------------------------- | -------------------------------------------------------------------- | -------------------------------------------------------------------- | -------------------------------------------------------------------- | -------------------------------------------------------------------- | -------------------------------------------------------------------- |
| 14-4-1999                                                            | Ferrara                                                              | G.S. Ferrara                                                         | 64 - 87                                                              | Italia                                                               | Amichevole                                                           | -                                                                    |                                                                      |
| 22-4-1999                                                            | Latina                                                               | Italia                                                               | 97 - 44                                                              | Vomero Napoli                                                        | Amichevole                                                           | -                                                                    |                                                                      |
| 30-4-1999                                                            | Latina                                                               | Italia                                                               | 55 - 51                                                              | Portogallo                                                           | Torneo amichevole                                                    | -                                                                    |                                                                      |
| 1-5-1999                                                             | Latina                                                               | Italia                                                               | 76 - 58                                                              | Slovenia                                                             | Torneo amichevole                                                    | -                                                                    |                                                                      |
| 2-5-1999                                                             | Latina                                                               | Italia                                                               | 73 - 38                                                              | Bosnia ed Erzegovina                                                 | Torneo amichevole                                                    | -                                                                    |                                                                      |
| 14-5-1999                                                            | Caorle                                                               | Italia                                                               | 46 - 69                                                              | Germania                                                             | Torneo amichevole                                                    | -                                                                    |                                                                      |
| 15-5-1999                                                            | Caorle                                                               | Italia                                                               | 84 - 63                                                              | All Stars                                                            | Torneo amichevole                                                    | -                                                                    |                                                                      |
| 16-5-1999                                                            | Caorle                                                               | Italia                                                               | 39 - 75                                                              | Francia                                                              | Torneo amichevole                                                    | -                                                                    |                                                                      |
| 21-5-1999                                                            | Tolosa                                                               | Francia                                                              | 71 - 53                                                              | Italia                                                               | Torneo amichevole                                                    | -                                                                    |                                                                      |
| 22-5-1999                                                            | Tolosa                                                               | Senegal                                                              | 59 - 83                                                              | Italia                                                               | Torneo amichevole                                                    | -                                                                    |                                                                      |
| 23-5-1999                                                            | Tolosa                                                               | Polonia                                                              | 60 - 55                                                              | Italia                                                               | Torneo amichevole                                                    | -                                                                    |                                                                      |
| 24-5-1999                                                            | Tolosa                                                               | Senegal                                                              | 55 - 81                                                              | Italia                                                               | Torneo amichevole                                                    | -                                                                    |                                                                      |
| 28-5-1999                                                            | Poznań                                                               | Rep. Ceca                                                            | 67 - 52                                                              | Italia                                                               | EuroBasket 1999 - Turno preliminare Gruppo B                         | -                                                                    |                                                                      |
| 29-5-1999                                                            | Poznań                                                               | Italia                                                               | 57 - 63                                                              | Lituania                                                             | EuroBasket 1999 - Turno preliminare Gruppo B                         | -                                                                    |                                                                      |
| 30-5-1999                                                            | Poznań                                                               | Bosnia ed Erzegovina                                                 | 44 - 64                                                              | Italia                                                               | EuroBasket 1999 - Turno preliminare Gruppo B                         | -                                                                    |                                                                      |
| 1-6-1999                                                             | Poznań                                                               | Italia                                                               | 59 - 58                                                              | Jugoslavia                                                           | EuroBasket 1999 - Turno preliminare Gruppo B                         | -                                                                    |                                                                      |
| 2-6-1999                                                             | Poznań                                                               | Polonia                                                              | 80 - 71                                                              | Italia                                                               | EuroBasket 1999 - Turno preliminare Gruppo B                         | -                                                                    |                                                                      |
| 4-6-1999                                                             | Katowice                                                             | Italia                                                               | 54 - 55                                                              | Lettonia                                                             | EuroBasket 1999 - Semifinali 9º-12º                                  | -                                                                    |                                                                      |
| 5-6-1999                                                             | Katowice                                                             | Germania                                                             | 69 - 73                                                              | Italia                                                               | EuroBasket 1999 - Finale 11º-12º                                     | -                                                                    |                                                                      |
| 24-11-1999                                                           | Pécs                                                                 | Ungheria                                                             | 67 - 56                                                              | Italia                                                               | Qual. Euro 2001 - Semifinali - Gruppo C                              | -                                                                    |                                                                      |
| 28-11-1999                                                           | Arezzo                                                               | Italia                                                               | 56 - 63                                                              | Russia                                                               | Qual. Euro 2001 - Semifinali - Gruppo C                              | -                                                                    |                                                                      |
| 1-12-1999                                                            | San Giovanni Valdarno                                                | Italia                                                               | 69 - 49                                                              | Finlandia                                                            | Qual. Euro 2001 - Semifinali - Gruppo C                              | -                                                                    |                                                                      |
| Totale                                                               |                                                                      | Presenze                                                             | 22                                                                   |                                                                      | Punti                                                                |                                                                      |                                                                      |

### 2000
| Cronologia completa delle presenze e dei punti in Nazionale - Italia | Cronologia completa delle presenze e dei punti in Nazionale - Italia | Cronologia completa delle presenze e dei punti in Nazionale - Italia | Cronologia completa delle presenze e dei punti in Nazionale - Italia | Cronologia completa delle presenze e dei punti in Nazionale - Italia | Cronologia completa delle presenze e dei punti in Nazionale - Italia | Cronologia completa delle presenze e dei punti in Nazionale - Italia | Cronologia completa delle presenze e dei punti in Nazionale - Italia |
| Data                                                                 | Città                                                                | In casa                                                              | Risultato                                                            | Ospiti                                                               | Competizione                                                         | Punti                                                                | Note                                                                 |
| -------------------------------------------------------------------- | -------------------------------------------------------------------- | -------------------------------------------------------------------- | -------------------------------------------------------------------- | -------------------------------------------------------------------- | -------------------------------------------------------------------- | -------------------------------------------------------------------- | -------------------------------------------------------------------- |
| 9-6-2000                                                             | Tolosa                                                               | Cuba                                                                 | 73 - 58                                                              | Italia                                                               | Torneo amichevole                                                    | -                                                                    |                                                                      |
| 10-6-2000                                                            | Tolosa                                                               | Giappone                                                             | 74 - 106                                                             | Italia                                                               | Torneo amichevole                                                    | -                                                                    |                                                                      |
| 12-6-2000                                                            | Tolosa                                                               | Croazia                                                              | 54 - 74                                                              | Italia                                                               | Torneo amichevole                                                    | -                                                                    |                                                                      |
| 19-6-2000                                                            | Besançon                                                             | Francia                                                              | 77 - 54                                                              | Italia                                                               | Amichevole                                                           | -                                                                    |                                                                      |
| 20-6-2000                                                            | Besançon                                                             | Francia                                                              | 76 - 34                                                              | Italia                                                               | Amichevole                                                           | -                                                                    |                                                                      |
| 26-6-2000                                                            | Casale Monferrato                                                    | Italia                                                               | 76 - 48                                                              | Italia B                                                             | Torneo amichevole                                                    | -                                                                    |                                                                      |
| 27-6-2000                                                            | Casale Monferrato                                                    | Italia                                                               | 77 - 70                                                              | Rep. Ceca                                                            | Torneo amichevole                                                    | -                                                                    |                                                                      |
| 28-6-2000                                                            | Casale Monferrato                                                    | Italia                                                               | 62 - 65                                                              | Cuba                                                                 | Torneo amichevole                                                    | -                                                                    |                                                                      |
| 22-11-2000                                                           | Parma                                                                | Italia                                                               | 78 - 65                                                              | Ungheria                                                             | Qual. Euro 2001 - Semifinali - Gruppo C                              | -                                                                    |                                                                      |
| 26-11-2000                                                           | Mosca                                                                | Russia                                                               | 76 - 55                                                              | Italia                                                               | Qual. Euro 2001 - Semifinali - Gruppo C                              | -                                                                    |                                                                      |
| 29-11-2000                                                           | Helsinki                                                             | Finlandia                                                            | 63 - 80                                                              | Italia                                                               | Qual. Euro 2001 - Semifinali - Gruppo C                              | -                                                                    |                                                                      |
| 2-12-2000                                                            | Viterbo                                                              | Italia                                                               | 58 - 84                                                              | All Stars                                                            | Amichevole                                                           | -                                                                    |                                                                      |
| Totale                                                               |                                                                      | Presenze                                                             | 12                                                                   |                                                                      | Punti                                                                |                                                                      |                                                                      |

## 2001-2010

### 2001
| Cronologia completa delle presenze e dei punti in Nazionale - Italia | Cronologia completa delle presenze e dei punti in Nazionale - Italia | Cronologia completa delle presenze e dei punti in Nazionale - Italia | Cronologia completa delle presenze e dei punti in Nazionale - Italia | Cronologia completa delle presenze e dei punti in Nazionale - Italia | Cronologia completa delle presenze e dei punti in Nazionale - Italia | Cronologia completa delle presenze e dei punti in Nazionale - Italia | Cronologia completa delle presenze e dei punti in Nazionale - Italia |
| Data                                                                 | Città                                                                | In casa                                                              | Risultato                                                            | Ospiti                                                               | Competizione                                                         | Punti                                                                | Note                                                                 |
| -------------------------------------------------------------------- | -------------------------------------------------------------------- | -------------------------------------------------------------------- | -------------------------------------------------------------------- | -------------------------------------------------------------------- | -------------------------------------------------------------------- | -------------------------------------------------------------------- | -------------------------------------------------------------------- |
| 12-5-2001                                                            | Napoli                                                               | Phard Napoli                                                         | 34 - 85                                                              | Italia                                                               | Amichevole                                                           | -                                                                    |                                                                      |
| 16-5-2001                                                            | Limerick                                                             | Italia                                                               | 71 - 46                                                              | Portogallo                                                           | Qual. Euro 2003 - Turno di qualificazione - Gruppo C                 | -                                                                    |                                                                      |
| 17-5-2001                                                            | Limerick                                                             | Irlanda                                                              | 49 - 97                                                              | Italia                                                               | Qual. Euro 2003 - Turno di qualificazione - Gruppo C                 | -                                                                    |                                                                      |
| 18-5-2001                                                            | Limerick                                                             | Italia                                                               | 79 - 59                                                              | Belgio                                                               | Qual. Euro 2003 - Turno di qualificazione - Gruppo C                 | -                                                                    |                                                                      |
| 20-5-2001                                                            | Limerick                                                             | Inghilterra                                                          | 50 - 82                                                              | Italia                                                               | Qual. Euro 2003 - Turno di qualificazione - Gruppo C                 | -                                                                    |                                                                      |
| 28-6-2001                                                            | Trieste                                                              | Italia                                                               | 90 - 41                                                              | Slovenia                                                             | Torneo amichevole                                                    | -                                                                    |                                                                      |
| 29-6-2001                                                            | Trieste                                                              | Italia                                                               | 71 - 65                                                              | Romania                                                              | Torneo amichevole                                                    | -                                                                    |                                                                      |
| 30-6-2001                                                            | Trieste                                                              | Italia                                                               | 74 - 59                                                              | Francia B                                                            | Torneo amichevole                                                    | -                                                                    | [ 8 ]                                                                |
| 30-8-2001                                                            | Taranto                                                              | Italia                                                               | 67 - 69                                                              | Slovenia                                                             | Torneo amichevole                                                    | -                                                                    |                                                                      |
| 31-8-2001                                                            | Taranto                                                              | Italia                                                               | 55 - 46                                                              | Grecia                                                               | Torneo amichevole                                                    | -                                                                    |                                                                      |
| 3-9-2001                                                             | Tunisia                                                              | Turchia                                                              | 68 - 69                                                              | Italia                                                               | G. Mediterraneo 2001                                                 | -                                                                    |                                                                      |
| 4-9-2001                                                             | Tunisia                                                              | Marocco                                                              | 44 - 84                                                              | Italia                                                               | G. Mediterraneo 2001                                                 | -                                                                    |                                                                      |
| 5-9-2001                                                             | Tunisia                                                              | Slovenia                                                             | 48 - 57                                                              | Italia                                                               | G. Mediterraneo 2001                                                 | -                                                                    |                                                                      |
| 6-9-2001                                                             | Tunisia                                                              | Tunisia                                                              | 49 - 77                                                              | Italia                                                               | G. Mediterraneo 2001                                                 | -                                                                    |                                                                      |
| 9-9-2001                                                             | Tunisia                                                              | Spagna                                                               | 66 - 72                                                              | Italia                                                               | G. Mediterraneo 2001 - Semifinale                                    | -                                                                    |                                                                      |
| 10-9-2001                                                            | Tunisia                                                              | Croazia                                                              | 71 - 62                                                              | Italia                                                               | G. Mediterraneo 2001 - Finale                                        | -                                                                    | 2º posto                                                             |
| 21-11-2001                                                           | Schio                                                                | Italia                                                               | 66 - 82                                                              | Lituania                                                             | Qual. Euro 2003 - Semifinali - Gruppo D                              | -                                                                    |                                                                      |
| 24-11-2001                                                           | Namur                                                                | Belgio                                                               | 84 - 78                                                              | Italia                                                               | Qual. Euro 2003 - Semifinali - Gruppo D                              | -                                                                    |                                                                      |
| 28-11-2001                                                           | Brno                                                                 | Rep. Ceca                                                            | 94 - 54                                                              | Italia                                                               | Qual. Euro 2003 - Semifinali - Gruppo D                              | -                                                                    |                                                                      |
| 30-11-2001                                                           | Parma                                                                | Italia                                                               | 71 - 100                                                             | All Stars                                                            | Amichevole                                                           | -                                                                    |                                                                      |
| Totale                                                               |                                                                      | Presenze                                                             | 20                                                                   |                                                                      | Punti                                                                |                                                                      |                                                                      |

### 2002
| Cronologia completa delle presenze e dei punti in Nazionale - Italia | Cronologia completa delle presenze e dei punti in Nazionale - Italia | Cronologia completa delle presenze e dei punti in Nazionale - Italia | Cronologia completa delle presenze e dei punti in Nazionale - Italia | Cronologia completa delle presenze e dei punti in Nazionale - Italia | Cronologia completa delle presenze e dei punti in Nazionale - Italia | Cronologia completa delle presenze e dei punti in Nazionale - Italia | Cronologia completa delle presenze e dei punti in Nazionale - Italia |
| Data                                                                 | Città                                                                | In casa                                                              | Risultato                                                            | Ospiti                                                               | Competizione                                                         | Punti                                                                | Note                                                                 |
| -------------------------------------------------------------------- | -------------------------------------------------------------------- | -------------------------------------------------------------------- | -------------------------------------------------------------------- | -------------------------------------------------------------------- | -------------------------------------------------------------------- | -------------------------------------------------------------------- | -------------------------------------------------------------------- |
| 20-11-2002                                                           | Vilnius                                                              | Lituania                                                             | 75 - 96                                                              | Italia                                                               | Qual. Euro 2003 - Finali - Gruppo D                                  | -                                                                    |                                                                      |
| 23-11-2002                                                           | Ariano Irpino                                                        | Italia                                                               | 62 - 64                                                              | Belgio                                                               | Qual. Euro 2003 - Finali - Gruppo D                                  | -                                                                    |                                                                      |
| 27-11-2002                                                           | Ariano Irpino                                                        | Italia                                                               | 56 - 81                                                              | Rep. Ceca                                                            | Qual. Euro 2003 - Finali - Gruppo D                                  | -                                                                    |                                                                      |
| Totale                                                               |                                                                      | Presenze                                                             | 3                                                                    |                                                                      | Punti                                                                |                                                                      |                                                                      |

### 2003
| Cronologia completa delle presenze e dei punti in Nazionale - Italia | Cronologia completa delle presenze e dei punti in Nazionale - Italia | Cronologia completa delle presenze e dei punti in Nazionale - Italia | Cronologia completa delle presenze e dei punti in Nazionale - Italia | Cronologia completa delle presenze e dei punti in Nazionale - Italia | Cronologia completa delle presenze e dei punti in Nazionale - Italia | Cronologia completa delle presenze e dei punti in Nazionale - Italia | Cronologia completa delle presenze e dei punti in Nazionale - Italia |
| Data                                                                 | Città                                                                | In casa                                                              | Risultato                                                            | Ospiti                                                               | Competizione                                                         | Punti                                                                | Note                                                                 |
| -------------------------------------------------------------------- | -------------------------------------------------------------------- | -------------------------------------------------------------------- | -------------------------------------------------------------------- | -------------------------------------------------------------------- | -------------------------------------------------------------------- | -------------------------------------------------------------------- | -------------------------------------------------------------------- |
| 2-8-2003                                                             | Bormio                                                               | Italia                                                               | 91 - 42                                                              | Ungheria                                                             | Amichevole                                                           | -                                                                    | [ 9 ]                                                                |
| 8-8-2003                                                             | Bormio                                                               | Italia                                                               | 67 - 42                                                              | Slovenia                                                             | Amichevole                                                           | -                                                                    | [ 9 ]                                                                |
| 9-8-2003                                                             | Bormio                                                               | Italia                                                               | 71 - 40                                                              | Slovenia                                                             | Amichevole                                                           | -                                                                    | [ 9 ]                                                                |
| 14-8-2003                                                            | Montecatini Terme                                                    | Italia                                                               | 107 - 65                                                             | Iowa University                                                      | Amichevole                                                           | -                                                                    | [ 9 ]                                                                |
| 15-8-2003                                                            | Montecatini Terme                                                    | Italia                                                               | 115 - 46                                                             | Iowa University                                                      | Amichevole                                                           | -                                                                    | [ 9 ]                                                                |
| 17-8-2003                                                            | Taegu                                                                | Ungheria                                                             | 39 - 77                                                              | Italia                                                               | Universiade 2003 - Prima fase - Gruppo B                             | -                                                                    | [ 10 ]                                                               |
| 21-8-2003                                                            | Taegu                                                                | Thailandia                                                           | 49 - 94                                                              | Italia                                                               | Universiade 2003 - Prima fase - Gruppo B                             | -                                                                    | [ 10 ]                                                               |
| 22-8-2003                                                            | Taegu                                                                | Stati Uniti                                                          | 64 - 81                                                              | Italia                                                               | Universiade 2003 - Prima fase - Gruppo B                             | -                                                                    | [ 10 ]                                                               |
| 26-8-2003                                                            | Taegu                                                                | Serbia e Montenegro                                                  | 65 - 80                                                              | Italia                                                               | Universiade 2003 - Seconda fase - Gruppo 2                           | -                                                                    | [ 10 ]                                                               |
| 27-8-2003                                                            | Taegu                                                                | Cina                                                                 | 91 - 85                                                              | Italia                                                               | Universiade 2003 - Seconda fase - Gruppo 2                           | -                                                                    | [ 10 ]                                                               |
| 28-8-2003                                                            | Taegu                                                                | Russia                                                               | 77 - 79 dts                                                          | Italia                                                               | Universiade 2003 - Semifinale                                        | -                                                                    | [ 10 ]                                                               |
| 30-8-2003                                                            | Taegu                                                                | Cina                                                                 | 81 - 78                                                              | Italia                                                               | Universiade 2003 - Finale                                            | -                                                                    | 2º posto                                                             |
| Totale                                                               |                                                                      | Presenze                                                             | 12                                                                   |                                                                      | Punti                                                                |                                                                      |                                                                      |

### 2004
| Cronologia completa delle presenze e dei punti in Nazionale - Italia | Cronologia completa delle presenze e dei punti in Nazionale - Italia | Cronologia completa delle presenze e dei punti in Nazionale - Italia | Cronologia completa delle presenze e dei punti in Nazionale - Italia | Cronologia completa delle presenze e dei punti in Nazionale - Italia | Cronologia completa delle presenze e dei punti in Nazionale - Italia | Cronologia completa delle presenze e dei punti in Nazionale - Italia | Cronologia completa delle presenze e dei punti in Nazionale - Italia |
| Data                                                                 | Città                                                                | In casa                                                              | Risultato                                                            | Ospiti                                                               | Competizione                                                         | Punti                                                                | Note                                                                 |
| -------------------------------------------------------------------- | -------------------------------------------------------------------- | -------------------------------------------------------------------- | -------------------------------------------------------------------- | -------------------------------------------------------------------- | -------------------------------------------------------------------- | -------------------------------------------------------------------- | -------------------------------------------------------------------- |
| 5-1-2004                                                             | Bari                                                                 | Italia                                                               | 74 - 81                                                              | All Star                                                             | Amichevole                                                           | -                                                                    | [ 12 ]                                                               |
| 14-8-2004                                                            | Tarvisio                                                             | Italia                                                               | 50 - 72                                                              | Germania                                                             | Amichevole                                                           | -                                                                    | [ 12 ]                                                               |
| 15-8-2004                                                            | Tarvisio                                                             | Italia                                                               | 69 - 53                                                              | Germania                                                             | Amichevole                                                           | -                                                                    | [ 12 ]                                                               |
| 20-8-2004                                                            | Gradisca d'Isonzo                                                    | Italia                                                               | 89 - 55                                                              | Svezia                                                               | Torneo amichevole                                                    | -                                                                    | [ 12 ]                                                               |
| 21-8-2004                                                            | Gradisca d'Isonzo                                                    | Italia                                                               | 68 - 74                                                              | Bulgaria                                                             | Torneo amichevole                                                    | -                                                                    | [ 12 ]                                                               |
| 22-8-2004                                                            | Gradisca d'Isonzo                                                    | Italia                                                               | 66 - 61                                                              | Croazia                                                              | Torneo amichevole                                                    | -                                                                    | [ 13 ]                                                               |
| 29-8-2004                                                            | Smirne                                                               | Croazia                                                              | 85 - 77                                                              | Italia                                                               | Torneo amichevole                                                    | -                                                                    | [ 13 ]                                                               |
| 30-8-2004                                                            | Smirne                                                               | Israele                                                              | 52 - 87                                                              | Italia                                                               | Torneo amichevole                                                    | -                                                                    |                                                                      |
| 31-8-2004                                                            | Smirne                                                               | Turchia                                                              | 80 - 72                                                              | Italia                                                               | Torneo amichevole                                                    | -                                                                    |                                                                      |
| 1-9-2004                                                             | Smirne                                                               | Lettonia                                                             | 65 - 73                                                              | Italia                                                               | Torneo amichevole                                                    | -                                                                    |                                                                      |
| 2-9-2004                                                             | Smirne                                                               | Bulgaria                                                             | 84 - 93                                                              | Italia                                                               | Torneo amichevole                                                    | -                                                                    |                                                                      |
| 4-9-2004                                                             | Vilnius                                                              | Lituania                                                             | 70 - 62                                                              | Italia                                                               | Qual. Euro 2005 - Turno di qualificazione - Gruppo A                 | -                                                                    |                                                                      |
| 11-9-2004                                                            | Napoli                                                               | Italia                                                               | 71 - 66                                                              | Ungheria                                                             | Qual. Euro 2005 - Turno di qualificazione - Gruppo A                 | -                                                                    |                                                                      |
| 15-9-2004                                                            | Parigi                                                               | Francia                                                              | 82 - 47                                                              | Italia                                                               | Qual. Euro 2005 - Turno di qualificazione - Gruppo A                 | -                                                                    |                                                                      |
| 18-9-2004                                                            | Taranto                                                              | Italia                                                               | 55 - 70                                                              | Lituania                                                             | Qual. Euro 2005 - Turno di qualificazione - Gruppo A                 | -                                                                    | [ 13 ]                                                               |
| 22-9-2004                                                            | Pécs                                                                 | Ungheria                                                             | 82 - 67                                                              | Italia                                                               | Qual. Euro 2005 - Turno di qualificazione - Gruppo A                 | -                                                                    |                                                                      |
| 25-9-2004                                                            | Como                                                                 | Italia                                                               | 55 - 89                                                              | Francia                                                              | Qual. Euro 2005 - Turno di qualificazione - Gruppo A                 | -                                                                    |                                                                      |
| Totale                                                               |                                                                      | Presenze                                                             | 17                                                                   |                                                                      | Punti                                                                |                                                                      |                                                                      |

### 2005
| Cronologia completa delle presenze e dei punti in Nazionale - Italia | Cronologia completa delle presenze e dei punti in Nazionale - Italia | Cronologia completa delle presenze e dei punti in Nazionale - Italia | Cronologia completa delle presenze e dei punti in Nazionale - Italia | Cronologia completa delle presenze e dei punti in Nazionale - Italia | Cronologia completa delle presenze e dei punti in Nazionale - Italia | Cronologia completa delle presenze e dei punti in Nazionale - Italia | Cronologia completa delle presenze e dei punti in Nazionale - Italia |
| Data                                                                 | Città                                                                | In casa                                                              | Risultato                                                            | Ospiti                                                               | Competizione                                                         | Punti                                                                | Note                                                                 |
| -------------------------------------------------------------------- | -------------------------------------------------------------------- | -------------------------------------------------------------------- | -------------------------------------------------------------------- | -------------------------------------------------------------------- | -------------------------------------------------------------------- | -------------------------------------------------------------------- | -------------------------------------------------------------------- |
| 7-6-2005                                                             | Bormio                                                               | Italia                                                               | 56 - 64                                                              | Turchia                                                              | Amichevole                                                           | -                                                                    |                                                                      |
| 8-6-2005                                                             | Tirano                                                               | Italia                                                               | 58 - 70                                                              | Turchia                                                              | Amichevole                                                           | -                                                                    | [ 14 ]                                                               |
| 17-6-2005                                                            | Torvaianica                                                          | Italia                                                               | 74 - 51                                                              | Grecia                                                               | Amichevole                                                           | -                                                                    |                                                                      |
| 18-6-2005                                                            | Torvaianica                                                          | Italia                                                               | 59 - 37                                                              | Grecia                                                               | Amichevole                                                           | -                                                                    |                                                                      |
| 19-6-2005                                                            | Torvaianica                                                          | Italia                                                               | 70 - 61                                                              | Grecia                                                               | Amichevole                                                           | -                                                                    |                                                                      |
| 27-6-2005                                                            | Almería                                                              | Italia                                                               | 72 - 80                                                              | Grecia                                                               | G. Mediterraneo 2005 - Eliminatorie                                  | -                                                                    |                                                                      |
| 28-6-2005                                                            | Almería                                                              | Croazia                                                              | 76 - 60                                                              | Italia                                                               | G. Mediterraneo 2005 - Eliminatorie                                  | -                                                                    |                                                                      |
| 29-6-2005                                                            | Almería                                                              | Italia                                                               | 70 - 65                                                              | Francia                                                              | G. Mediterraneo 2005 - Finale 5º-6º                                  | -                                                                    |                                                                      |
| 1-8-2005                                                             | Norcia                                                               | Italia                                                               | 64 - 63                                                              | Brasile                                                              | Torneo amichevole                                                    | -                                                                    |                                                                      |
| 3-8-2005                                                             | Norcia                                                               | Italia                                                               | 68 - 70                                                              | Israele                                                              | Torneo amichevole                                                    | -                                                                    |                                                                      |
| 7-8-2005                                                             | Košice                                                               | Slovacchia                                                           | 82 - 66                                                              | Italia                                                               | Qual. Euro 2005 - Additional Round                                   | -                                                                    |                                                                      |
| 10-8-2005                                                            | Ariano Irpino                                                        | Italia                                                               | 59 - 54                                                              | Belgio                                                               | Qual. Euro 2005 - Additional Round                                   | -                                                                    |                                                                      |
| 16-8-2005                                                            | Ariano Irpino                                                        | Italia                                                               | 63 - 61                                                              | Slovacchia                                                           | Qual. Euro 2005 - Additional Round                                   | -                                                                    |                                                                      |
| 19-8-2005                                                            | Aalst                                                                | Belgio                                                               | 75 - 58                                                              | Italia                                                               | Qual. Euro 2005 - Additional Round                                   | -                                                                    |                                                                      |
| Totale                                                               |                                                                      | Presenze                                                             | 14                                                                   |                                                                      | Punti                                                                |                                                                      |                                                                      |

### 2006
| Cronologia completa delle presenze e dei punti in Nazionale - Italia | Cronologia completa delle presenze e dei punti in Nazionale - Italia | Cronologia completa delle presenze e dei punti in Nazionale - Italia | Cronologia completa delle presenze e dei punti in Nazionale - Italia | Cronologia completa delle presenze e dei punti in Nazionale - Italia | Cronologia completa delle presenze e dei punti in Nazionale - Italia | Cronologia completa delle presenze e dei punti in Nazionale - Italia | Cronologia completa delle presenze e dei punti in Nazionale - Italia |
| Data                                                                 | Città                                                                | In casa                                                              | Risultato                                                            | Ospiti                                                               | Competizione                                                         | Punti                                                                | Note                                                                 |
| -------------------------------------------------------------------- | -------------------------------------------------------------------- | -------------------------------------------------------------------- | -------------------------------------------------------------------- | -------------------------------------------------------------------- | -------------------------------------------------------------------- | -------------------------------------------------------------------- | -------------------------------------------------------------------- |
| 8-4-2006                                                             | Parma                                                                | Italia                                                               | 83 - 72                                                              | All Stars                                                            | Amichevole                                                           | -                                                                    |                                                                      |
| 17-7-2006                                                            | Taipei                                                               | Australia                                                            | 70 - 78                                                              | Italia                                                               | Torneo amichevole                                                    | -                                                                    |                                                                      |
| 18-7-2006                                                            | Taipei                                                               | Corea del Sud                                                        | 67 - 119                                                             | Italia                                                               | Torneo amichevole                                                    | -                                                                    |                                                                      |
| 20-7-2006                                                            | Taipei                                                               | Nuova Zelanda                                                        | 31 - 65                                                              | Italia                                                               | Torneo amichevole                                                    | -                                                                    |                                                                      |
| 21-7-2006                                                            | Taipei                                                               | Taiwan                                                               | 71 - 75                                                              | Italia                                                               | Torneo amichevole                                                    | -                                                                    |                                                                      |
| 22-7-2006                                                            | Taipei                                                               | Giappone                                                             | 72 - 65                                                              | Italia                                                               | Torneo amichevole                                                    | -                                                                    |                                                                      |
| 26-7-2006                                                            | Cervia                                                               | Italia                                                               | 66 - 64                                                              | Russia                                                               | Amichevole                                                           | -                                                                    |                                                                      |
| 27-7-2006                                                            | Cervia                                                               | Italia                                                               | 65 - 72                                                              | Russia                                                               | Amichevole                                                           | -                                                                    |                                                                      |
| 16-8-2006                                                            | Chieti                                                               | Italia                                                               | 78 - 51                                                              | Polonia                                                              | Torneo amichevole                                                    | -                                                                    |                                                                      |
| 17-8-2006                                                            | Chieti                                                               | Italia                                                               | 69 - 42                                                              | Germania                                                             | Torneo amichevole                                                    | -                                                                    |                                                                      |
| 19-8-2006                                                            | Chieti                                                               | Italia                                                               | 67 - 50                                                              | Serbia e Montenegro                                                  | Torneo amichevole                                                    | -                                                                    |                                                                      |
| 20-8-2006                                                            | Chieti                                                               | Italia                                                               | 80 - 59                                                              | Lituania                                                             | Torneo amichevole                                                    | -                                                                    |                                                                      |
| 21-8-2006                                                            | Chieti                                                               | Italia                                                               | 56 - 63                                                              | Turchia                                                              | Torneo amichevole                                                    | -                                                                    |                                                                      |
| 22-8-2006                                                            | Chieti                                                               | Italia                                                               | 67 - 59                                                              | Serbia e Montenegro                                                  | Torneo amichevole                                                    | -                                                                    |                                                                      |
| 25-8-2006                                                            | Glifada                                                              | Grecia                                                               | 85 - 64                                                              | Italia                                                               | Torneo amichevole                                                    | -                                                                    |                                                                      |
| 26-8-2006                                                            | Glifada                                                              | Romania                                                              | 59 - 66                                                              | Italia                                                               | Torneo amichevole                                                    | -                                                                    |                                                                      |
| Totale                                                               |                                                                      | Presenze                                                             | 16                                                                   |                                                                      | Punti                                                                |                                                                      |                                                                      |

### 2007
| Cronologia completa delle presenze e dei punti in Nazionale - Italia | Cronologia completa delle presenze e dei punti in Nazionale - Italia | Cronologia completa delle presenze e dei punti in Nazionale - Italia | Cronologia completa delle presenze e dei punti in Nazionale - Italia | Cronologia completa delle presenze e dei punti in Nazionale - Italia | Cronologia completa delle presenze e dei punti in Nazionale - Italia | Cronologia completa delle presenze e dei punti in Nazionale - Italia | Cronologia completa delle presenze e dei punti in Nazionale - Italia |
| Data                                                                 | Città                                                                | In casa                                                              | Risultato                                                            | Ospiti                                                               | Competizione                                                         | Punti                                                                | Note                                                                 |
| -------------------------------------------------------------------- | -------------------------------------------------------------------- | -------------------------------------------------------------------- | -------------------------------------------------------------------- | -------------------------------------------------------------------- | -------------------------------------------------------------------- | -------------------------------------------------------------------- | -------------------------------------------------------------------- |
| 11-4-2007                                                            | Roma                                                                 | Italia                                                               | 47 - 77                                                              | Stati Uniti                                                          | Amichevole                                                           | -                                                                    |                                                                      |
| 26-7-2007                                                            | Cavalese                                                             | Italia                                                               | 55 - 61                                                              | Russia                                                               | Amichevole                                                           | -                                                                    | [ 15 ]                                                               |
| 27-7-2007                                                            | Cavalese                                                             | Italia                                                               | 85 - 76                                                              | Russia                                                               | Amichevole                                                           | -                                                                    | [ 16 ]                                                               |
| 12-8-2007                                                            | Bormio                                                               | Italia                                                               | 63 - 59                                                              | Bulgaria                                                             | Torneo amichevole                                                    | -                                                                    | [ 17 ]                                                               |
| 13-8-2007                                                            | Bormio                                                               | Italia                                                               | 85 - 67                                                              | Turchia                                                              | Torneo amichevole                                                    | -                                                                    | [ 18 ]                                                               |
| 14-8-2007                                                            | Bormio                                                               | Italia                                                               | 60 - 63                                                              | Russia                                                               | Torneo amichevole                                                    | -                                                                    | [ 19 ]                                                               |
| 17-8-2007                                                            | Bormio                                                               | Italia                                                               | 83 - 50                                                              | Slovenia                                                             | Amichevole                                                           | -                                                                    | [ 20 ]                                                               |
| 18-8-2007                                                            | Bormio                                                               | Italia                                                               | 62 - 55                                                              | Slovenia                                                             | Amichevole                                                           | -                                                                    | [ 21 ]                                                               |
| 28-8-2007                                                            | Kuşadası                                                             | Turchia                                                              | 65 - 57                                                              | Italia                                                               | Torneo amichevole                                                    | -                                                                    | [ 22 ]                                                               |
| 29-8-2007                                                            | Kuşadası                                                             | Lituania                                                             | 83 - 62                                                              | Italia                                                               | Torneo amichevole                                                    | -                                                                    | [ 23 ]                                                               |
| 30-8-2007                                                            | Kuşadası                                                             | Serbia                                                               | 82 - 68                                                              | Italia                                                               | Torneo amichevole                                                    | -                                                                    | [ 24 ]                                                               |
| 7-9-2007                                                             | San Benedetto del Tronto                                             | Italia                                                               | 83 - 74                                                              | Belgio                                                               | Torneo amichevole                                                    | -                                                                    | [ 25 ]                                                               |
| 8-9-2007                                                             | Porto San Giorgio                                                    | Italia                                                               | 82 - 78                                                              | Rep. Ceca                                                            | Torneo amichevole                                                    | -                                                                    | [ 26 ]                                                               |
| 9-9-2007                                                             | Porto Sant'Elpidio                                                   | Italia                                                               | 63 - 60                                                              | Turchia                                                              | Torneo amichevole                                                    | -                                                                    | [ 27 ]                                                               |
| 15-9-2007                                                            | Cervia                                                               | Italia                                                               | 88 - 101 dts                                                         | Croazia                                                              | Torneo amichevole                                                    | -                                                                    | [ 28 ]                                                               |
| 16-9-2007                                                            | Cervia                                                               | Italia                                                               | 71 - 60                                                              | Germania                                                             | Torneo amichevole                                                    | -                                                                    | [ 29 ]                                                               |
| 17-9-2007                                                            | Cervia                                                               | Italia                                                               | 51 - 61                                                              | Francia                                                              | Torneo amichevole                                                    | -                                                                    | [ 30 ]                                                               |
| 20-9-2007                                                            | Cervia                                                               | Italia                                                               | 57 - 50                                                              | Turchia                                                              | Amichevole                                                           | -                                                                    | [ 31 ]                                                               |
| 24-9-2007                                                            | Chieti                                                               | Italia                                                               | 55 - 60                                                              | Russia                                                               | EuroBasket 2007 - Prima fase Girone C                                | -                                                                    | [ 32 ]                                                               |
| 25-9-2007                                                            | Chieti                                                               | Grecia                                                               | 55 - 65                                                              | Italia                                                               | EuroBasket 2007 - Prima fase Girone C                                | -                                                                    | [ 33 ]                                                               |
| 26-9-2007                                                            | Chieti                                                               | Italia                                                               | 48 - 64                                                              | Francia                                                              | EuroBasket 2007 - Prima fase Girone C                                | -                                                                    | [ 34 ]                                                               |
| 29-9-2007                                                            | Ortona                                                               | Italia                                                               | 64 - 79                                                              | Spagna                                                               | EuroBasket 2007 - Seconda fase Girone F                              | -                                                                    | [ 35 ]                                                               |
| 1-10-2007                                                            | Ortona                                                               | Serbia                                                               | 43 - 64                                                              | Italia                                                               | EuroBasket 2007 - Seconda fase Girone F                              | -                                                                    | [ 36 ]                                                               |
| 3-10-2007                                                            | Ortona                                                               | Bielorussia                                                          | 66 - 51                                                              | Italia                                                               | EuroBasket 2007 - Seconda fase Girone F                              | -                                                                    | [ 37 ]                                                               |
| Totale                                                               |                                                                      | Presenze                                                             | 24                                                                   |                                                                      | Punti                                                                |                                                                      |                                                                      |

### 2008
| Cronologia completa delle presenze e dei punti in Nazionale - Italia | Cronologia completa delle presenze e dei punti in Nazionale - Italia | Cronologia completa delle presenze e dei punti in Nazionale - Italia | Cronologia completa delle presenze e dei punti in Nazionale - Italia | Cronologia completa delle presenze e dei punti in Nazionale - Italia | Cronologia completa delle presenze e dei punti in Nazionale - Italia | Cronologia completa delle presenze e dei punti in Nazionale - Italia | Cronologia completa delle presenze e dei punti in Nazionale - Italia |
| Data                                                                 | Città                                                                | In casa                                                              | Risultato                                                            | Ospiti                                                               | Competizione                                                         | Punti                                                                | Note                                                                 |
| -------------------------------------------------------------------- | -------------------------------------------------------------------- | -------------------------------------------------------------------- | -------------------------------------------------------------------- | -------------------------------------------------------------------- | -------------------------------------------------------------------- | -------------------------------------------------------------------- | -------------------------------------------------------------------- |
| 24-7-2008                                                            | Bormio                                                               | Italia                                                               | 63 - 60                                                              | Grecia                                                               | Torneo amichevole                                                    | -                                                                    | [ 38 ]                                                               |
| 25-7-2008                                                            | Bormio                                                               | Italia                                                               | 66 - 58                                                              | Lituania                                                             | Torneo amichevole                                                    | -                                                                    | [ 39 ]                                                               |
| 26-7-2008                                                            | Bormio                                                               | Italia                                                               | 66 - 69                                                              | Belgio                                                               | Torneo amichevole                                                    | -                                                                    | [ 40 ]                                                               |
| 31-7-2008                                                            | Poprad                                                               | Slovacchia                                                           | 79 - 52                                                              | Italia                                                               | Torneo amichevole                                                    | -                                                                    | [ 41 ]                                                               |
| 1-8-2008                                                             | Poprad                                                               | Italia                                                               | 68 - 70                                                              | Canada                                                               | Torneo amichevole                                                    | -                                                                    | [ 42 ]                                                               |
| 2-8-2008                                                             | Poprad                                                               | Italia                                                               | 70 - 58                                                              | Germania                                                             | Torneo amichevole                                                    | -                                                                    | [ 43 ]                                                               |
| 13-8-2008                                                            | Danzica                                                              | Polonia                                                              | 63 - 59                                                              | Italia                                                               | Qual. Euro 2009 - Gruppo B                                           | -                                                                    | [ 44 ]                                                               |
| 16-8-2008                                                            | Cagliari                                                             | Italia                                                               | 77 - 62                                                              | Finlandia                                                            | Qual. Euro 2009 - Gruppo B                                           | -                                                                    | [ 45 ]                                                               |
| 20-8-2008                                                            | Sarajevo                                                             | Bosnia ed Erzegovina                                                 | 53 - 68                                                              | Italia                                                               | Qual. Euro 2009 - Gruppo B                                           | -                                                                    | [ 46 ]                                                               |
| 27-8-2008                                                            | Chieti                                                               | Italia                                                               | 55 - 63                                                              | Turchia                                                              | Qual. Euro 2009 - Gruppo B                                           | -                                                                    | [ 47 ]                                                               |
| 30-8-2008                                                            | Bologna                                                              | Italia                                                               | 69 - 76                                                              | Polonia                                                              | Qual. Euro 2009 - Gruppo B                                           | -                                                                    | [ 48 ]                                                               |
| 3-9-2008                                                             | Espoo                                                                | Finlandia                                                            | 52 - 68                                                              | Italia                                                               | Qual. Euro 2009 - Gruppo B                                           | -                                                                    | [ 49 ]                                                               |
| 6-9-2008                                                             | Schio                                                                | Italia                                                               | 75 - 49                                                              | Bosnia ed Erzegovina                                                 | Qual. Euro 2009 - Gruppo B                                           | -                                                                    | [ 50 ]                                                               |
| 13-9-2008                                                            | Adana                                                                | Turchia                                                              | 80 - 61                                                              | Italia                                                               | Qual. Euro 2009 - Gruppo B                                           | -                                                                    | [ 51 ]                                                               |
| Totale                                                               |                                                                      | Presenze                                                             | 14                                                                   |                                                                      | Punti                                                                |                                                                      |                                                                      |

### 2009
| Cronologia completa delle presenze e dei punti in Nazionale - Italia | Cronologia completa delle presenze e dei punti in Nazionale - Italia | Cronologia completa delle presenze e dei punti in Nazionale - Italia | Cronologia completa delle presenze e dei punti in Nazionale - Italia | Cronologia completa delle presenze e dei punti in Nazionale - Italia | Cronologia completa delle presenze e dei punti in Nazionale - Italia | Cronologia completa delle presenze e dei punti in Nazionale - Italia | Cronologia completa delle presenze e dei punti in Nazionale - Italia |
| Data                                                                 | Città                                                                | In casa                                                              | Risultato                                                            | Ospiti                                                               | Competizione                                                         | Punti                                                                | Note                                                                 |
| -------------------------------------------------------------------- | -------------------------------------------------------------------- | -------------------------------------------------------------------- | -------------------------------------------------------------------- | -------------------------------------------------------------------- | -------------------------------------------------------------------- | -------------------------------------------------------------------- | -------------------------------------------------------------------- |
| 7-1-2009                                                             | Liegi                                                                | Belgio                                                               | 69 - 81                                                              | Italia                                                               | Qual. Euro 2009 - Additional Round                                   | -                                                                    | [ 52 ]                                                               |
| 10-1-2009                                                            | Venezia                                                              | Italia                                                               | 83 - 50                                                              | Croazia                                                              | Qual. Euro 2009 - Additional Round                                   | -                                                                    | [ 53 ]                                                               |
| 16-1-2009                                                            | Priolo Gargallo                                                      | Italia                                                               | 75 - 64                                                              | Belgio                                                               | Qual. Euro 2009 - Additional Round                                   | -                                                                    | [ 54 ]                                                               |
| 19-1-2009                                                            | Cirquenizza                                                          | Croazia                                                              | 75 - 64                                                              | Italia                                                               | Qual. Euro 2009 - Additional Round                                   | -                                                                    | [ 55 ]                                                               |
| 26-5-2009                                                            | Alba Adriatica                                                       | Italia                                                               | 60 - 64                                                              | Grecia                                                               | Amichevole                                                           | -                                                                    | [ 56 ]                                                               |
| 28-5-2009                                                            | Porto San Giorgio                                                    | Italia                                                               | 68 - 55                                                              | Croazia                                                              | Amichevole                                                           | -                                                                    | [ 57 ]                                                               |
| 29-5-2009                                                            | Porto San Giorgio                                                    | Italia                                                               | 75 - 71                                                              | Serbia                                                               | Amichevole                                                           | -                                                                    | [ 58 ]                                                               |
| 30-5-2009                                                            | Porto San Giorgio                                                    | Italia                                                               | 63 - 67                                                              | Grecia                                                               | Amichevole                                                           | -                                                                    | [ 59 ]                                                               |
| 1-6-2009                                                             | Porto San Giorgio                                                    | Italia                                                               | 56 - 60                                                              | Serbia                                                               | Amichevole                                                           | -                                                                    | [ 60 ]                                                               |
| 7-6-2009                                                             | Valmiera                                                             | Italia                                                               | 61 - 76                                                              | Francia                                                              | EuroBasket 2009 - Prima fase Gruppo D                                | -                                                                    | [ 61 ]                                                               |
| 8-6-2009                                                             | Valmiera                                                             | Israele                                                              | 64 - 75                                                              | Italia                                                               | EuroBasket 2009 - Prima fase Gruppo D                                | -                                                                    | [ 62 ]                                                               |
| 9-6-2009                                                             | Valmiera                                                             | Bielorussia                                                          | 58 - 67                                                              | Italia                                                               | EuroBasket 2009 - Prima fase Gruppo D                                | -                                                                    | [ 63 ]                                                               |
| 12-6-2009                                                            | Riga                                                                 | Italia                                                               | 59 - 64                                                              | Turchia                                                              | EuroBasket 2009 - Seconda fase Gruppo F                              | -                                                                    | [ 64 ]                                                               |
| 14-6-2009                                                            | Riga                                                                 | Russia                                                               | 67 - 59                                                              | Italia                                                               | EuroBasket 2009 - Seconda fase Gruppo F                              | -                                                                    | [ 65 ]                                                               |
| 16-6-2009                                                            | Riga                                                                 | Italia                                                               | 72 - 58                                                              | Lituania                                                             | EuroBasket 2009 - Seconda fase Gruppo F                              | -                                                                    | [ 66 ]                                                               |
| 17-6-2009                                                            | Riga                                                                 | Spagna                                                               | 61 - 42                                                              | Italia                                                               | EuroBasket 2009 - Quarti di finale                                   | -                                                                    | [ 67 ]                                                               |
| 19-6-2009                                                            | Riga                                                                 | Italia                                                               | 68 - 66 dts                                                          | Lettonia                                                             | EuroBasket 2009 - Semifinale 5º posto                                | -                                                                    | [ 68 ]                                                               |
| 20-6-2009                                                            | Riga                                                                 | Italia                                                               | 56 - 60                                                              | Grecia                                                               | EuroBasket 2009 - Finale 5º posto                                    | -                                                                    | [ 69 ]                                                               |
| 28-6-2009                                                            | Ortona                                                               | Italia                                                               | 118 - 35                                                             | Albania                                                              | G. Mediterraneo 2009 - Fase a gironi                                 | -                                                                    | [ 70 ]                                                               |
| 29-6-2009                                                            | Ortona                                                               | Italia                                                               | 71 - 89                                                              | Croazia                                                              | G. Mediterraneo 2009 - Fase a gironi                                 | -                                                                    | [ 71 ]                                                               |
| 30-6-2009                                                            | Pescara                                                              | Grecia                                                               | 60 - 63                                                              | Italia                                                               | G. Mediterraneo 2009 - Semifinale                                    | -                                                                    | [ 72 ]                                                               |
| 2-7-2009                                                             | Pescara                                                              | Serbia                                                               | 54 - 70                                                              | Italia                                                               | G. Mediterraneo 2009 - Finale                                        | -                                                                    | 1º titolo                                                            |
| Totale                                                               |                                                                      | Presenze                                                             | 22                                                                   |                                                                      | Punti                                                                |                                                                      |                                                                      |

### 2010
| Cronologia completa delle presenze e dei punti in Nazionale - Italia | Cronologia completa delle presenze e dei punti in Nazionale - Italia | Cronologia completa delle presenze e dei punti in Nazionale - Italia | Cronologia completa delle presenze e dei punti in Nazionale - Italia | Cronologia completa delle presenze e dei punti in Nazionale - Italia | Cronologia completa delle presenze e dei punti in Nazionale - Italia | Cronologia completa delle presenze e dei punti in Nazionale - Italia | Cronologia completa delle presenze e dei punti in Nazionale - Italia |
| Data                                                                 | Città                                                                | In casa                                                              | Risultato                                                            | Ospiti                                                               | Competizione                                                         | Punti                                                                | Note                                                                 |
| -------------------------------------------------------------------- | -------------------------------------------------------------------- | -------------------------------------------------------------------- | -------------------------------------------------------------------- | -------------------------------------------------------------------- | -------------------------------------------------------------------- | -------------------------------------------------------------------- | -------------------------------------------------------------------- |
| 14-7-2010                                                            | Cavalese                                                             | Italia                                                               | 61 - 45                                                              | Turchia                                                              | Amichevole                                                           | -                                                                    | [ 74 ]                                                               |
| 15-7-2010                                                            | Cavalese                                                             | Italia                                                               | 56 - 61                                                              | Lettonia                                                             | Torneo amichevole                                                    | -                                                                    | [ 75 ]                                                               |
| 16-7-2010                                                            | Cavalese                                                             | Italia                                                               | 76 - 73                                                              | Germania                                                             | Torneo amichevole                                                    | -                                                                    | [ 76 ]                                                               |
| 17-7-2010                                                            | Cavalese                                                             | Italia                                                               | 62 - 69                                                              | Turchia                                                              | Torneo amichevole                                                    | -                                                                    | [ 77 ]                                                               |
| 23-7-2010                                                            | Konya                                                                | Turchia                                                              | 51 - 67                                                              | Italia                                                               | Torneo amichevole                                                    | -                                                                    | [ 78 ]                                                               |
| 24-7-2010                                                            | Konya                                                                | Lettonia                                                             | 66 - 68                                                              | Italia                                                               | Torneo amichevole                                                    | -                                                                    | [ 79 ]                                                               |
| 25-7-2010                                                            | Konya                                                                | Slovacchia                                                           | 54 - 71                                                              | Italia                                                               | Torneo amichevole                                                    | -                                                                    | [ 80 ]                                                               |
| 2-8-2010                                                             | Cagliari                                                             | Italia                                                               | 69 - 76                                                              | Croazia                                                              | Qual. Euro 2011 - Girone A                                           | -                                                                    | [ 81 ]                                                               |
| 5-8-2010                                                             | Courtrai                                                             | Belgio                                                               | 78 - 73                                                              | Italia                                                               | Qual. Euro 2011 - Girone A                                           | -                                                                    | [ 82 ]                                                               |
| 11-8-2010                                                            | Cagliari                                                             | Italia                                                               | 87 - 72                                                              | Lituania                                                             | Qual. Euro 2011 - Girone A                                           | -                                                                    | [ 83 ]                                                               |
| 14-8-2010                                                            | Almere                                                               | Paesi Bassi                                                          | 60 - 70                                                              | Italia                                                               | Qual. Euro 2011 - Girone A                                           | -                                                                    | [ 84 ]                                                               |
| 17-8-2010                                                            | Gospić                                                               | Croazia                                                              | 74 - 63                                                              | Italia                                                               | Qual. Euro 2011 - Girone A                                           | -                                                                    | [ 85 ]                                                               |
| 20-8-2010                                                            | Cagliari                                                             | Italia                                                               | 67 - 57                                                              | Belgio                                                               | Qual. Euro 2011 - Girone A                                           | -                                                                    | [ 86 ]                                                               |
| 26-8-2010                                                            | Kaunas                                                               | Lituania                                                             | 81 - 83                                                              | Italia                                                               | Qual. Euro 2011 - Girone A                                           | -                                                                    | [ 87 ]                                                               |
| 29-8-2010                                                            | Cagliari                                                             | Italia                                                               | 68 - 59                                                              | Paesi Bassi                                                          | Qual. Euro 2011 - Girone A                                           | -                                                                    | [ 88 ]                                                               |
| Totale                                                               |                                                                      | Presenze                                                             | 15                                                                   |                                                                      | Punti                                                                |                                                                      |                                                                      |